# Parachelidonium trapezemaculatum
Parachelidonium trapezemaculatum là một loài bọ cánh cứng trong họ Cerambycidae.